# Актоган (Аксуский район)
Актоган (каз. Актоган, до 2010 г. — Заречное) — село в Аксуском районе Жетысуской области Казахстана. Входит в состав Кызылагашского сельского округа. Код КАТО — 193265200.

## Население
В 1999 году население села составляло 483 человека (251 мужчина и 232 женщины). По данным переписи 2009 года, в селе проживал 481 человек (252 мужчины и 229 женщин).